# Gösta Trana
Gustaf "Gösta" Alexander Trana, född den 4 augusti 1883 i Stockholm, död där den 10 december 1978, var en svensk militär.
Trana avlade studentexamen 1901 och officersexamen 1903. Han blev underlöjtnant vid Göta livgarde samma år, löjtnant där 1907, kapten där 1917, major vid Södermanlands regemente 1928 och överstelöjtnant vid Västernorrlands regemente 1933, vid Södermanlands regemente 1937. Trana beviljades avsked 1938 och befordrades till överste i armén 1941. Trana tjänstgjorde vid arméstaben från 1938 och blev officer till överbefälhavarens förfogande 1952. Han blev riddare av Svärdsorden 1924 och av Vasaorden 1945 samt kommendör av andra klassen av sistnämnda orden 1949.